# Climeno (figlio di Cardi)
Climeno (in greco antico: Κλύμενος?, Klýmenos) è un personaggio della mitologia greca, figlio di Cardi e re di Olimpia deposto da Endimione.

## Mitologia
Figlio di Cardi, discendente del dattilo Eracle figlio di Ida (probabilmente Demetra), Climeno aveva celebrato uno dei primi giochi olimpici, solo cinquant'anni dopo il diluvio di Deucalione.
In seguito Endimione, uno dei figli che Zeus ebbe dalla ninfa Calice, strappò il trono a Climeno.
A Climeno risalirebbe anche la fondazione di un tempio dedicato ad Atena Cidonia nella città di Elis, luogo in cui esisteva una sua statua nel "tesoro di Metaponto".